# روبر فورست
روبر فورست (فرانسوی: Robert Forest‎؛ زادهٔ ۱۸ نوامبر ۱۹۶۱) دوچرخه‌سوار اهل فرانسه است.